# Пілар Рубіо
Пілар Рубіо Фернандес (ісп. Pilar Rubio Fernández, нар. 17 березня 1978) — іспанська репортерка та телеведуча. Стала відомою завдяки висвітленню подій для програми Sé lo que hicisteis... для телевізійної мережі LaSexta. З січня 2010 року по січень 2013 року вона була пов’язана з Telecinco, ведучи Operación Triunfo та ¡Más que baile!, крім того, що він є головним героєм серіалу Piratas, випущеного в травні 2011 року. З 2014 року виступає як співавтор у El Hormiguero. У 2012 році вона зав'язала стосунки з футболістом Серхіо Рамосом, від якого має чотирьох дітей.

## Особисте життя
У вересні 2012 року вона почала стосунки з захисником «Реала» Серхіо Рамосом. Це було підтверджено під час урочистого вручення "Золотого м'яча" ФІФА. У них четверо синів.
16 липня 2018 року пара заручилася. Весілля відбулося в рідному місті Рамоса Севільї 15 червня 2019 року.
- Lo que necesitas es amor, Antena 3. (1998-1999)
- Правильна ціна, TVE. (1999-2001)
- Esto es vida, TVE.
- La azotea de Wyoming, TVE. (2005)
- Шість пакетів, Куатро. (2005)
- Sé lo que hicisteis... (репортер), La Sexta. (2006-2009)
- La ventana indiscreta (ведуча), La Sexta. (літо 2007, 2008 та 2009 років)
- Adivina quién es quién (ведуча), Canal Sur 2. (2009)
- ¡Más que baile! (ведуча), Telecinco . (2010)
- Operación Triunfo (ведучий), Telecinco. (2011)
- Паломітас (актриса) Telecinco (2011)
- XXS (ведучий), Куатро (2011-2012)
- Todo el mundo es bueno (ведучий), Telecinco. (2012)
- El Hormiguero (співавтор) (2014-) Antena 3

## Фільмографія
- Веселого Різдва (Короткий фільм).
- Cuestión de química (Короткий фільм).
- Isi & Disi, alto voltaje (художній фільм).
- Carlitos y el campo de los sueños (художній фільм).
- Відеокліп Гамлета - Limítate
- Video clip de Hombres G - No te escaparás.
- Відеокліп Девіда Бустаманте - Por Ella.